# Фельдман, Леопольд
Леопольд Фельдман (1802—1882) — немецкий писатель

 и драматург.

## Биография
Леопольд Фельдман родился 22 мая 1802 года в городе Мюнхене. 

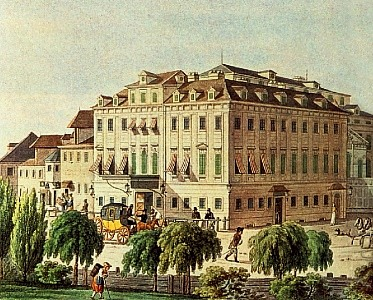
Театр «Ан дер Вин» (XIX век)

Поэтический талант проявился у него ещё с детства, однако родители, подчинившись указу австрийского императора, настоятельно рекомендовавшего евреям делать своих детей ремесленниками, отдали его в учение к седельщику, потом к сапожнику, но, видя безуспешность всего этого, определили его наконец в школу. 
В шестнадцатилетнем возрасте Фельдман написал трагедию «Der Falsche Eid», поставленную в Народном театре его родного города. Знакомство с Сафиром окончательно решило его судьбу и он полностью отдался литературе. 
В 1835 году Л. Фельдман издал свои сатирические «Hohenlieder». Затем он путешествовал в течение пяти лет по Греции и Турции. 
С 1850 года жил в Вене и работал драматургом в театре «Ан дер Вин». Леопольд Фельдман показал себя как плодовитый автор фарсов и комедий на немецком языке, пользовавшихся популярностью; самые известные из них: «Der Sohn auf Reisen» (комедия), «Reisebilder» и «Das Porträt der Geliebten». 
Леопольд Фельдман умер 26 марта 1882 года в городе Вене.
В свой 70-летний юбилей Фельдман был награждён баварским орденом Святого Михаила.